# Касим-Бакшей
Касим-Бакшей — кримський вельможа та дипломат.
Приїжджав послом до Москви, в 1508 р. від хана Менглі I Ґерая, і привіз Василеві Івановичу золоту шертну грамоту, в якій Менглі I Ґерай давав клятву за себе, за дітей і онуків жити в братстві та дружбі з великим князем. Запевнення ці не виправдалися.